# امامزاده خواجه خضر
امامزاده خواجه خضر مربوط به سده‌های متاخر دوران‌های تاریخی پس از اسلام - دوره قاجار است و در شهرستان سمنان، بخش مرکزی، دهستان حومه، روستای نوکلاته، واقع در جنوب غربی روستای خیرآباد، ۲ کیلومتری از جاده اصلی واقع شده و این اثر در تاریخ ۱۸ اسفند ۱۳۸۷ با شمارهٔ ثبت ۲۵۱۰۷ به‌عنوان یکی از آثار ملی ایران به ثبت رسیده است.